# Verdades ocultas (telenovela)
Verdades ocultas es una telenovela melodramática chilena, transmitida por Mega entre el 24 de julio de 2017 y el 22 de junio de 2022.
Fue producida inicialmente por la productora audiovisual AGTV y posteriormente por Chilefilms. Protagonizada desde la primera a la quinta temporada por Camila Hirane y Matías Oviedo, junto a la participación antagónica de Carlos Díaz y Francisca Gavilán, y desde la sexta temporada hasta la séptima y última temporada por Solange Lackington, Cristián Campos, Camila Hirane, Matías Oviedo, y la participación antagónica de Mabel Farías y Cristián Carvajal. Se estrenó el 24 de julio de 2017, como la sucesora directa de la teleserie Amanda en el horario diurno. Es la telenovela de habla hispana más larga en la historia de la televisión chilena y de Latinoamérica.
La telenovela tuvo, durante su lustro de emisión, bastantes críticas por sus cambios en la trama, y por sobre todas las cosas, los numerosos descuidos de producción ocurridos a lo largo de la emisión del melodrama. Ha generado controversia en redes sociales al tratar temas como la eutanasia, la maternidad subrogada, el VIH, el consumo de drogas, la homosexualidad, la bisexualidad, el abuso sexual, la prostitución, el incesto, tráfico de menores, entre otros. 

## Sinopsis
Narra la historia de desesperanza de dos hermanas, separadas en su infancia por la situación económica de su madre, y quienes veinte años después se reencuentran, sin saber, que una verdad oculta será suficiente para destruir las vidas que estaban empezando a construir.

## Temporadas
| Temporadas | Episodios      | Emisión original                             | Emisión original                    |
| Temporadas | Episodios      | Estreno                                      | Final                               |
| ---------- | -------------- | -------------------------------------------- | ----------------------------------- |
| 1          | 168 (1-168)    | 24 de julio de 2017                          | 21 de marzo de 2018                 |
| 2          | 114 (169-282)  | 22 de marzo de 2018                          | 29 de agosto de 2018                |
| 3          | 165 (283-447)  | 30 de agosto de 2018                         | 25 de abril de 2019                 |
| 4          | 168 (448-615)  | 26 de abril de 2019                          | 30 de diciembre de 2019             |
| 5          | 189 (616-804)  | 31 de diciembre de 201919 de octubre de 2020 | 8 de mayo de 20201 de marzo de 2021 |
| 6          | 156 (805-960)  | 2 de marzo de 2021                           | 6 de octubre de 2021                |
| 7          | 168 (961-1128) | 7 de octubre de 2021                         | 22 de junio de 2022                 |

## Audiencia
| Año   | Emisión original    | Emisión original        | Espectadores | Cuota% |
| Año   | Estreno             | Final                   | Espectadores | Cuota% |
| ----- | ------------------- | ----------------------- | ------------ | ------ |
| 2017  | 24 de julio de 2017 | 29 de diciembre de 2017 | —            | 18,9%  |
| 2018  | 2 de enero de 2018  | 31 de diciembre de 2018 | —            | 19,7%  |
| 2019  | 2 de enero de 2019  | 31 de diciembre de 2019 | —            | 20,5%  |
| 2020  | 3 de enero de 2020  | 31 de diciembre de 2020 | —            | 18,7%  |
| 2021  | 1 de enero de 2021  | 31 de diciembre de 2021 | —            | 13,5%  |
| 2022  | 3 de enero de 2022  | 22 de junio de 2022     | —            | 12,3%  |
| Total | Total               | Total                   | —            | 17,3%  |

#### Hito de audiencia
Entre el 2 de enero y el 8 de mayo de 2020, y antes de salir de pantalla por paralización de grabaciones, la telenovela logró 21,8 puntos de promedio, siendo la temporada más vista. En concreto, en los meses de marzo y abril, la producción logró un alto rendimiento, con una audiencia general de 23,9 unidades. El 1 de abril de 2020, Verdades Ocultas alcanzó su mayor récord de audiencia con 28,2 puntos de rating.

#### Declive
Tras el receso por la suspensión de grabaciones por pandemia de COVID-19, se estrenaron nuevos capítulos. Desde el 19 de octubre hasta el 31 de diciembre del mismo año, logró una audiencia de 15,6 puntos promedio, con un resultado general de temporada 2020 entre enero y diciembre de 18,7 puntos de promedio.
El inicio de nueva temporada en 2021, la producción logró cifras medianas, en los meses de enero y febrero logró de 14,7 unidades. Posteriormente, con el salto temporal y la incursión de nuevos actores y personajes en el mes de marzo, obtuvo 15,1 puntos, mientras que en abril obtuvo 14,8 puntos de promedio, logrando ser la temporada menos vista.

## Producción

### Cambio de productora

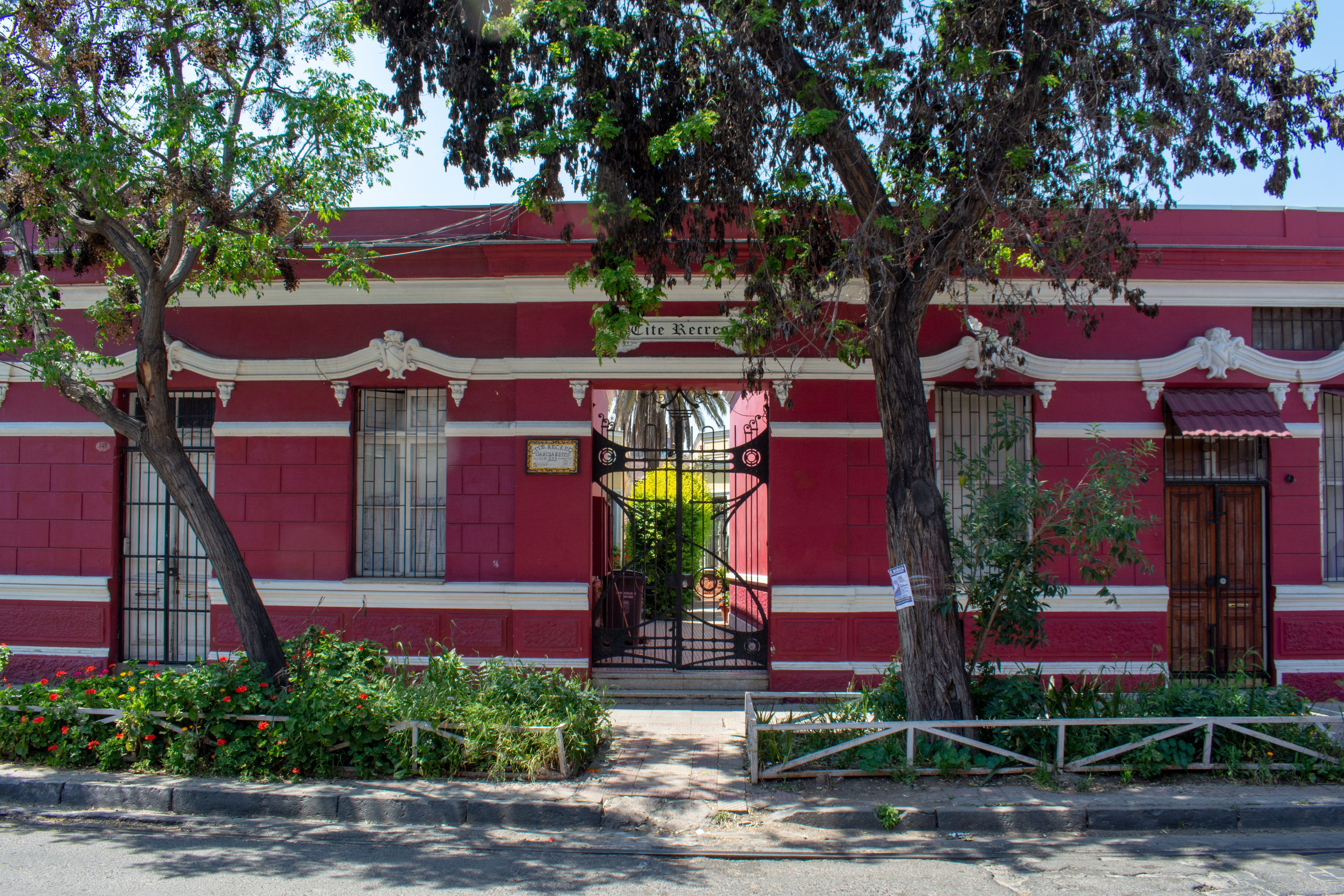
Cité Recreo, utilizado para las locaciones exteriores de la telenovela.

Meses después de la tercera temporada, se extendieron rumores de que AGTV podría dejar la telenovela para continuar con una cuarta temporada. En diciembre de 2018 se anunció finalmente que Mega y Chilefilms habían alcanzado un acuerdo para la producción de la cuarta temporada, En el mes de octubre de 2019, se confirmó la quinta temporada para 2020 con la misma alianza. El 31 de marzo de 2020 se confirmó que tendrá una sexta temporada, la cual comenzaría sus grabaciones una vez resuelto cómo grabar en medio de la pandemia COVID-19.

### Cambio de actriz protagonista
La prolongación de la telenovela por más capítulos de los planteados inicialmente provocó la salida de varios miembros del elenco, ya que no renovaron sus contratos, y sus personajes en cuestión fueron sacados de la historia. Antes de saber que la producción se alargaría más de lo previsto, Carmen Zabala, una de las tres actrices protagonistas, quedó embarazada y, cuando su avanzado estado de gestación no pudo disimularse, fue sustituida por Javiera Díaz de Valdés. Este cambio de actriz fue justificado en la trama. Agustina Mackenna, el personaje de la actriz, sufre un accidente en el que es dada por muerta. Un año después, Agustina regresa bajo la falsa identidad de Amelia Rivera y con un nuevo rostro, tras haberse realizado una operación de cirugía estética, ahora interpretada por Javiera Díaz de Valdés.
En 2019, una vez más es efectuado un cambio de actriz para el personaje de Agustina Mackenna. En esta ocasión, Carmen Zabala retorna a la pantalla tras realizarse nuevamente una cirugía en Ginebra. Entonces se da pie a una nueva fase de la trama, en la que la protagonista intentará recuperar a su hijo nuevamente. Es a fines del mismo año cuando Javiera Díaz de Valdés retorna a la telenovela, interpretando a Samantha Müller en esta ocasión y no a Agustina.

### Detención de las grabaciones
En marzo de 2020, la producción se vio obligada a poner en pausa las grabaciones, debido a la pandemia mundial del COVID-19. El 3 de mayo se anunció oficialmente que Verdades Ocultas saldría del aire por tiempo indefinido el viernes 8 de mayo, fecha en la que se estrenó su último capítulo grabado y editado. Su productor ejecutivo, Patricio López, señaló a la prensa que la historia continuaría.

### Anuncio de recta final
A partir de la semana del 9 de mayo de 2022 y después de 5 años de transmisión, el canal Mega comenzó a anunciar que la novela entraba en su recta final y que en los siguientes días se transmitirían los últimos capítulos de la producción iniciada en julio de 2017.

## Realizadores
- Dirección de contenidos: María Eugenia Rencoret (Mega)

- Dirección de guion: Verónica Saquel (Mega)
  - Historia Original: Carlos Oporto (Mega)
    - Guion: Carlos Oporto, Marianela Fuenzalida, Fernando Delgado, Felipe Montero, Sebastián Arrau (Mega)
      - Asesor de guion: Pablo Riquelme (Mega)

- Dirección: Felipe Arratia (Mega)

-   - Dirección adjunta: Víctor Huerta (Mega)
    - Dirección de escena: Manuel Buch y Pablo Aedo (AGTV), Claudio López de Lérida (Chilefilms)

- Dirección de producción: Pablo Ávila (AGTV), Vania Portilla (Chilefilms)[16]

- Supervisión de producción: Patricio López (Mega)
  - Coordinación de producción: Cecilia Aguirre, Jorge Singh (AGTV)
    - Arte: Verónica Siña (AGTV-Chilefilms)
    - Vestuario: Paula Tank (AGTV-Chilefilms)
    - Edición: Javier Kappes (AGTV), Denis Aguilar (Chilefilms)
    - Musicalización: Mauricio Pelayo (AGTV), Mauricio Guzmán (Chilefilms)

## Banda sonora
| Intérprete     | Tema                       | Personaje(s)      | Actor(es)                          |
| -------------- | -------------------------- | ----------------- | ---------------------------------- |
| Max Cameron    | «Time Lose»                | Tema central      | Tema central                       |
| Leah Kardos    | «Into The Blue»            | Rocío y Tomás     | Camila Hirane y Matías Oviedo      |
| Coldplay       | «Something Just Like This» | Agustina y Tomás  | Carmen Zabala y Matías Oviedo      |
| Mario Guerrero | Me enamoré                 | Franco y Rocío    | Ricardo Vergara y Camila Hirane    |
| Luis Fonsi     | «Quién te dijo eso»        | Franco y Nadia    | Ricardo Vergara y Macarena Teke    |
| «Solaris»      | Stephen Rucker             | Gonzalo y Roxana  | Renato Jofré y Rocío Toscano       |
| Ed Sheeran     | «Perfect»                  | Javiera y Gonzalo | María Jesús Miranda y Renato Jofré |

## Premios y nominaciones
| 2018 | Copihue de Oro |                         |                         |          |
| 2018 | Copihue de Oro | Mejor serie o teleserie | Mejor serie o teleserie | Ganadora |

## Emisión internacional
- Uruguay: Teledoce (19 de noviembre de 2018 - cancelada en 2019. A fines de la segunda temporada).
- Paraguay: Latele (16 de marzo de 2021 - cancelada el 17 de noviembre de 2021. A fines de la segunda temporada).[20]